# Oleh Valerijovics Protaszov
Oleh Valerijovics Protaszov (Dnyipropetrovszk, 1964. február 4. –) ukrán válogatott labdarúgó.
A szovjet válogatott tagjaként részt vett as 1986-os világbajnokságon és as 1990-es világbajnokságon.

## Statisztika
| Szovjet válogatott | Szovjet válogatott | Szovjet válogatott |
| Időszak            | Mérk.              | gól                |
| ------------------ | ------------------ | ------------------ |
| 1984               | 5                  | 2                  |
| 1985               | 12                 | 8                  |
| 1986               | 3                  | 0                  |
| 1987               | 9                  | 2                  |
| 1988               | 18                 | 10                 |
| 1989               | 8                  | 3                  |
| 1990               | 11                 | 3                  |
| 1991               | 2                  | 1                  |
| Összesen           | 68                 | 29                 |

| Ukrán válogatott | Ukrán válogatott | Ukrán válogatott |
| Időszak          | Mérk.            | gól              |
| ---------------- | ---------------- | ---------------- |
| 1994             | 1                | 0                |
| Összesen         | 1                | 0                |